# Sakkarin
Sakkarin eller saccharin er et kunstigt sødestof. Det hedder også benzoic sulfinide og har i praksis ingen fysiologisk brændværdi og er cirka 300 gange så sødt som sukker, men har en bitter eller metallisk eftersmag, særligt i høje koncentrationer.
Sakkarin benyttes som tilsætningsstof i store dele af verden, herunder EU, og anvendes i blandt andet sodavand, slik, medicin og tandpasta. Sakkarin blandes tit med cyklamat, thaumatin eller xylit. Saccharin har E-nummeret E 954.
Den søde smag ved sakkarin blev opdaget af Constantin Fahlberg. 
| Mad og drikke | Spire Denne artikel om mad og drikke er en spire som bør udbygges. Du er velkommen til at hjælpe Wikipedia ved at udvide den. |